# Vlag van Mato Grosso do Sul

Vlag van Mato Grosso do Sul

De vlag van Mato Grosso do Sul werd aangenomen toen deze Braziliaanse staat ontstond als afsplitsing van de staat Mato Grosso, op 1 januari 1979. De vlag, die ontworpen werd door Mauro Michael Munhoz, heeft dezelfde kleuren als de vlag van Mato Grosso.

## Voormalige vlaggen

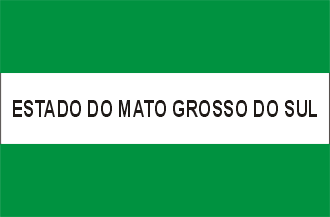
Niet-officiële vlag van 1977 tot 1979.
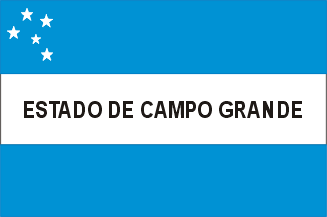
Andere niet-officiële vlag van 1977 tot 1979.
Vlag van de governador de Mato Grosso do Sul.